# Na kartach życia
Na kartach życia (Páginas da vida) – brazylijska telenowela z 2004 roku. Serial składa się ze 203 odcinków, każdy po 45 minut. Serial emitowany jest w Polsce przez telewizję Zone Romantica od 2 listopada 2009. Serial kręcono w Amsterdamie i Haarlemie oraz w Rio de Janeiro.

## Opis fabuły
Nanda i Leo są szczęśliwą parą studiującą w Holandii. Leo jest dziedzicem rodzinnej fortuny, a Nanda to dziewczyna z klasy średniej. Kochają się, jednak Leo nie chce żadnych zobowiązań. Kiedy okazuje się, że jego ukochana jest w ciąży postanawia namówić ją do aborcji. Nanda nie godzi się na to, więc ich związek się rozpada. Po powrocie do Rio de Janeiro zostaje potrącona przez samochód i trafia w ciężkim stanie do szpitala. Tam przychodzą na świat jej dzieci: chłopiec i dziewczynka z zespołem Downa. Nanda umiera, a opiekę nad dziećmi przejmuje jej matka, Marta. 
Kobieta postanawia zaadoptować tylko jedno dziecko – chłopca Francisco. Tymczasem małą Clarę adoptuje Helena – lekarka, która była obecna przy śmierci Nandy. Po pięciu latach pobytu za granicą do Rio de Janeiro wraca Leo, razem z żoną Alice, która zawsze była przyjaciółką jego rodziny. Od Olivii dowiaduje się, że Nanda zmarła po porodzie i że ma syna Francisco, którego wychowują dziadkowie: Marta i Alex. Leo, który nie ma dzieci z Alice, postanawia walczyć o opiekę nad Francisco. Nie jest to jednak proste, gdyż rodzice Nandy wciąż mają żal do niego, zaś Alice jest przeciwna adopcji syna. W walce o prawa do Francisco Leo pomaga Olivia, która jest w separacji z mężem. Ich wspólna walka o dziecko bardzo zbliża ich do siebie.

## Obsada
| - Regina Duarte – Helena Camargo Varella - Fernanda Vasconcellos – Nanda (Fernanda Toledo Flores) - Lília Cabral – Marta Toledo Flores - Marcos Caruso – Alex (Alexandre Flores) - Tarcísio Meira – Tide (Aristides Martins de Andrade) - José Mayer – Greg (Gregório Rodrigues Lobo) - Ana Paula Arósio – Olívia Fragoso Martins de Andrade Duarte - Natália do Vale – Carmem Fragoso Martins de Andrade Lobo - Danielle Winits – Sandra Ribeiro - Vivianne Pasmanter – Isabel Fernandes - Thiago Rodrigues – Léo (Leonardo Maia de Almeida) - Thiago Lacerda – Jorge Fragoso Martins de Andrade - Edson Celulari – Sílvio Duarte - Sônia Braga – Tônia (Antônia Werneck) - Marcos Paulo – Diogo de Carvalho - Grazielli Massafera – Thelma Ribeiro (Thelminha) - Letícia Sabatella – Irmã Lavínia - Caco Ciocler – Renato Martins - Renata Sorrah – Tereza Junqueira de Figueiredo - Deborah Evelyn – Anna Maria Saraiva - Christine Fernandes – Simone Bueno - Regiane Alves – Alice Miranda da Silveira - Leandra Leal – Sabrina Marcondes - Marjorie Estiano – Marina Martins de Andrade Rangel - Eduardo Lago – Bira (Ubirajara Rangel) - Ângelo Antônio – Miroel Saraiva - Jéssica Golcci – Dóris Duarte - Max Fercondini – Sérgio Toledo Flores - Sidney Sampaio – Vinícius Pessoa - Elisa Lucinda – Selma Araújo - Paulo César Grande – Lucas Azevedo - Manuela do Monte – Nina Martins de Andrade Pinheiro - Helena Ranaldi – Márcia Fragoso Martins de Andrade Pinheiro - Ana Furtado – Lívia Fereira Martins - Rafael Almeida – Luciano Junqueira de Figueiredo - Pérola Faria – Gisele Saraiva - Walderez de Barros – Constância Ribeiro - Pedro Neschling – Rafael Salles Martins de Andrade - Sílvia Salgado – Verônica Toledo Mattos - Sthefany Brito – Kelly Toledo Mattos - Duda Nagle – Fred - Luma Costa – Francis - Thalita Carauta – Lídia - Marly Bueno – Irmã Má (Maria) | - Bete Mendes – Irmã Natércia - Louise Cardoso – Diana Salles Martins de Andrade - Tato Gabus – Leandro Fragoso Martins de Andrade - Ana Botafogo – Elisa Fragoso Martins de Andrade Telles - Umberto Magnani – Zé (José Ribeiro) - André Frateschi – Dorival - Marcos Henrique – Pinhão - Nathalia Timberg – Hortênsia de Almeida - Fernando Eiras – Rubinho (Rubens Bueno) - Thiago Picchi – Marcelo Nascimento - Ângela Leal – Hilda Nascimento - Luciele di Camargo – Camila Fragoso Martins de Andrade - Lucci Ferreira – Horácio - Lígia Cortez – Cecília - Armando Babaioff – Felipe Martins de Andrade Telles - Domingos Meira – Ulisses - Luana Carvalho – Lili - Jorge de Sá – Salvador Fortunato - Joelson Medeiros – Domingos - Zé Carlos Machado – Nestor Figueiredo - Miguel Lunardi – Gabriel - Bruno Padilha – Saldanha - Narjara Turetta – Inesita - Susana Ribeiro – Suzy - Flávia Pucci – Dra. Juliana - Nina Morena – Vandinha - Quitéria Chagas – Dorinha - Luciano Chirolli – Eliseu Mattos - Buza Ferraz – Ivan Monteiro Telles - Inez Vianna – Irmã Fátima - Selma Reis – Irmã Zenaide - Xuxa Lopes – Belita (Isabel Ferreira) - Zé Victor Castiel – Machadão - Sophie Charlotte – Joyce - Henrique César – Dr. Moretti - Daniela Galli – Dra. Marília - Lú Mendonça – Mônica - Carolina Bezerra – Margareth - Júlia Carrera – Tatiana - Juana Garibaldi – Adriana - Ana Carolina Dias – Maria - Sabrina Rosa – Célia - Cris Splitz – Gracinha |